# Roger Lee Hayden

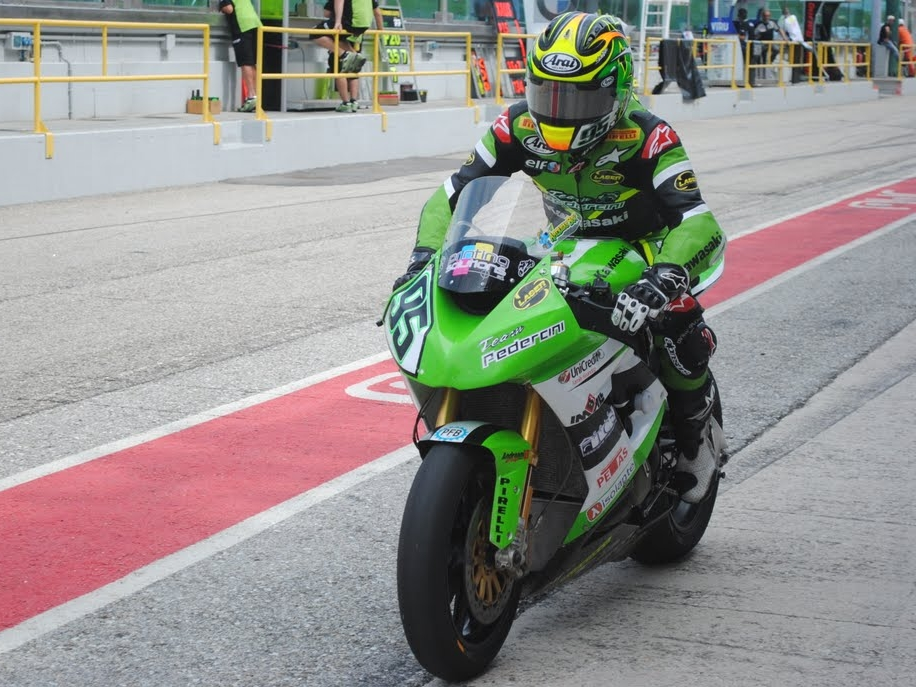
Hayden 2010 auf Pedercini-Kawasaki

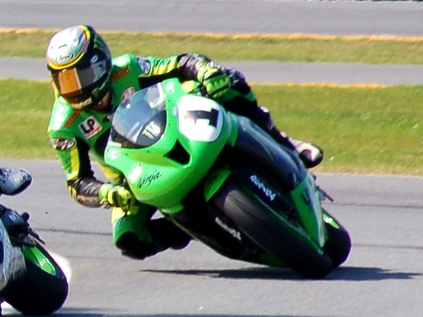
Roger Lee Hayden auf einer Kawasaki ZX-6R (2008)

Roger Lee Hayden (* 30. Mai 1983, Owensboro, Kentucky) ist ein US-amerikanischer Motorradrennfahrer.
2010 startete er auf einer Kawasaki in der Superbike-Weltmeisterschaft.
Er ist der jüngere Bruder des MotoGP-Weltmeisters des Jahres 2006, Nicky Hayden. Sein Bruder Tommy ist ebenfalls Motorradrennfahrer.

## Karriere
Roger Lee Hayden begann seine Karriere in den nationalen US-amerikanischen Rennserien der AMA. Anfangs fuhr er, wie auch seine Brüder und Vater Earl, Dirttrack-Rennen. 1998 erhielt er den Dirt Track Horizon Award, 2004 gewann er im Barber Motorsports Park sein erstes Straßenrennen. In den Jahren 2004 und 2005 belegte Hayden jeweils hinter Bruder Tommy den zweiten Gesamtrang in der AMA Supersport Championship. 2007 konnte er den Titel in dieser Kategorie gewinnen.
Beim Großen Preis der USA 2007 in Laguna Seca debütierte Roger Lee Hayden mit einer Wildcard in der MotoGP-Klasse der Motorrad-Weltmeisterschaft. Er startete auf einer Kawasaki Ninja ZX-RR des Kawasaki Racing Teams und belegte den zehnten Platz.
In der Saison 2010 ist Roger Lee Hayden Stammpilot Superbike-Weltmeisterschaft, wo er im Team Pedercini an der Seite des Italieners Matteo Baiocco auf einer Kawasaki ZX-10R an den Start geht. Seine beste Platzierung bisher (Stand: Saisonende 2010) ist der 13. Platz, den er beim zweiten Rennen im tschechischen Brünn und beim ersten Rennen auf dem Nürburgring erreichte.
Beim Großen Preis der USA 2010 vertrat Hayden in der MotoGP-Klasse im LCR-Team von Lucio Cecchinello den verletzten Franzosen Randy De Puniet, der sich bei einem Sturz am Sachsenring verletzt hatte. Der US-Amerikaner pilotierte eine Honda RC212V und wurde Elfter.

## Statistik

### In der Motorrad-Weltmeisterschaft
| Saison | Klasse | Motorrad | Rennen | Siege | Podien | Poles | Punkte | Ergebnis |
| ------ | ------ | -------- | ------ | ----- | ------ | ----- | ------ | -------- |
| 2007   | MotoGP | Kawasaki | 1      | –     | –      | –     | 6      | 20.      |
| 2010   | MotoGP | Honda    | 1      | –     | –      | –     | 5      | 19.      |
| 2010   | Moto2  | Moriwaki | 1      | –     | –      | –     | –      | 40.      |
| Gesamt | Gesamt | Gesamt   | 3      | 0     | 0      | 0     | 11     |          |

### In der Superbike-Weltmeisterschaft
| Saison | Motorrad | Rennen | Siege | Podien | Poles | Punkte | Ergebnis |
| ------ | -------- | ------ | ----- | ------ | ----- | ------ | -------- |
| 2010   | Kawasaki | 26     | –     | –      | –     | 10     | 19.      |
| Gesamt | Gesamt   | 26     | 0     | 0      | 0     | 10     |          |